# 苗栗隘勇線
苗栗隘勇線啟於1899年。是台灣日治時期台灣總督府專門圍堵台灣苗栗山區一帶原住民之防衛線制度。

## 簡介
隘勇的防衛制度是台灣日治初期，大日本帝國依馬關條約取得福建台灣省並納為殖民地後，日本政府沿著殖民地的邊境修築的邊防系統，將台灣原住民政權所轄的山地區域與其附近山腰或平地等由日本政府控制的地區，做一明顯的界線切割。而利用鐵絲，木牆，哨站所延伸或拓展的防衛線就叫做隘勇線。
苗栗隘勇線再細分下，共有三條支線，分別為：
- 小東勢－大東勢－八卦力－沙武鹿－關牛窩－三寮坑－汶水河，該隘勇線配置百名官方配置的隘勇，目的為能夠讓台灣總督府所屬專賣局順利砍伐樟樹與製造樟腦。
- 汶水河－雞婆山－社寮角－小馬那邦－大馬那邦－苗栗大稻埕－竹橋頭，該隘勇線配置150名隘勇，目的也是為了開採樟腦。
- 竹橋頭－食水山－內灣－房裡溪。該隘勇線配置100名隘勇，目的為了保護附近之村落。